# فوزی قصوری
فوزی قصوری (انگلیسی: Faouzi Ksouri؛ زادهٔ ۶ دسامبر ۱۹۴۸) بازیکن هندبال اهل تونس بود.